# Terre armée internationale
Pour les articles homonymes, voir TAI.
Terre Armée Internationale (TAI) est une entreprise française spécialisée dans le renforcement de sols. Depuis 1998, la société est une filiale du groupe Soletanche Freyssinet . 

## Activités

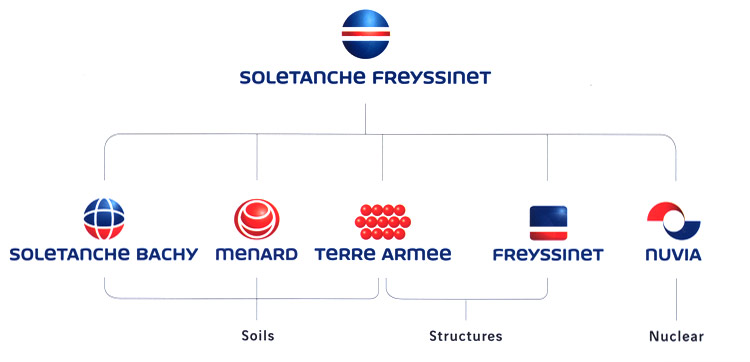
Principales filiales de Soletanche

L'entreprise réalise l'essentiel de son activité dans la réalisation de murs en Terre Armée, notamment par l'exploitation d'un brevet déposé en 1963 par son fondateur, Henri Vidal. Cette technique de renforcement de sol se rattache au clouage et permet de réaliser le soutènement d'un remblai. Le remblai est armé à l'aide d'armatures horizontales liées à un parement de plaques préfabriquées, généralement en béton armé, formant des blocs se comportant comme des murs poids,.